# Paratriarius elongata
Paratriarius elongata es una especie de insecto coleóptero de la familia Chrysomelidae.
Fue descrita científicamente en 1887 por Duvivier.